# Герб Республики Сербская Краина

Ранняя версия герба.

Герб Республики Се́рбская Кра́ина (серб. Грб Републике Српске Краjине) — государственный герб непризнанного сербского государства на территории нынешней Хорватии. Герб представляет собой изображение серебряного двуглавого орла, держащего красный щит, на котором изображен сербский крест. На головах орла располагается золотая корона.
Герб был принят в качестве одного из государственных символов независимой Республики Сербская Краина наряду с флагом и гимном 26 февраля 1992 года. Он использовался вплоть до ликвидации Республики войсками Хорватии в мае-августе 1995 года в ходе операций «Молния» и «Буря».
19 декабря 1991 года, после провозглашения независимости и утверждения конституции Сербской Краины, использовалась ранняя версия герба, отличавшаяся отсутствием короны и наличием названия государства.
Кроме того, существовал другой вариант герба, который предполагалось использовать в качестве герба предполагаемой Западно-Сербской Федерации, с использованием синего щита.